# 안양사 귀부
안양사 귀부(安養寺 龜趺)는 대한민국 경기도 안양시 안양사에 있는, 고려시대 석비의 귀부(龜趺)이다. 경기도의 유형문화재 제93호로 지정되어 있다. 지금은 안양사 대웅전 앞에 있는데, 원래의 위치는 알 수 없다. 석비의 비신(碑身)과 이수(螭首)는 없어지고 받침돌인 귀부만 전한다.
지대석과 귀부가 하나의 돌로 되어 있다. 귀부의 머리는 용의 형상인데, 목덜미가 몸체에 바짝 붙어 있다. 얼굴 주변에는 갈기가 표현되었고 목에는 비늘 무늬가 있다. 등에는 두 겹으로 된 육각형 귀갑문(龜甲文)이 촘촘히 새겨져 있다. 귀부의 한가운데에 비신을 꼽기 위한 장방형의 비좌(碑座)가 있다. 비좌의 옆면에는 구름 무늬가, 윗면에는 단엽 24판의 복련(覆蓮)이 새겨져 있다.
용두화(龍頭化)한 머리와 귀갑문, 연화문의 조식을 볼 때 고조성대에 조성된 것으로 추정된다.

## 사진

귀부 옆에 있는 부도